# Vertical Take-Off and Landing Unmanned Aerial Vehicle

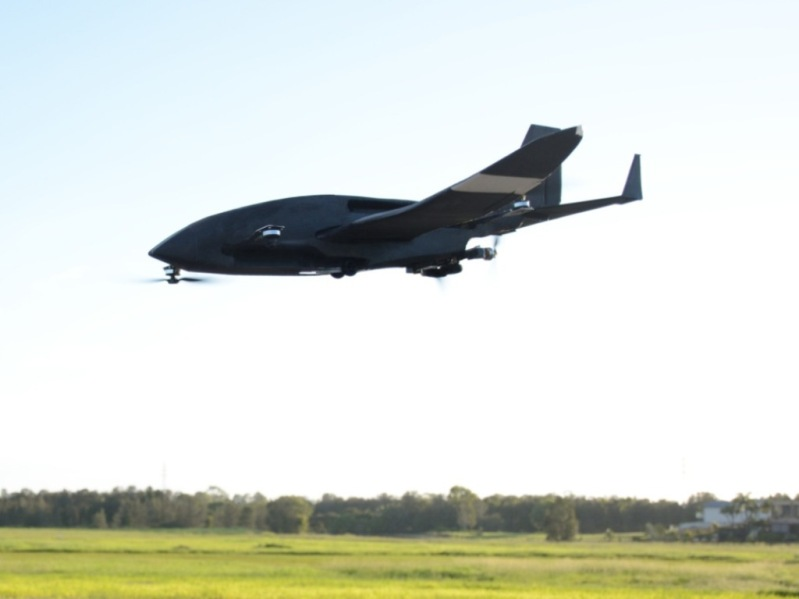
Krossblade SkyProwler

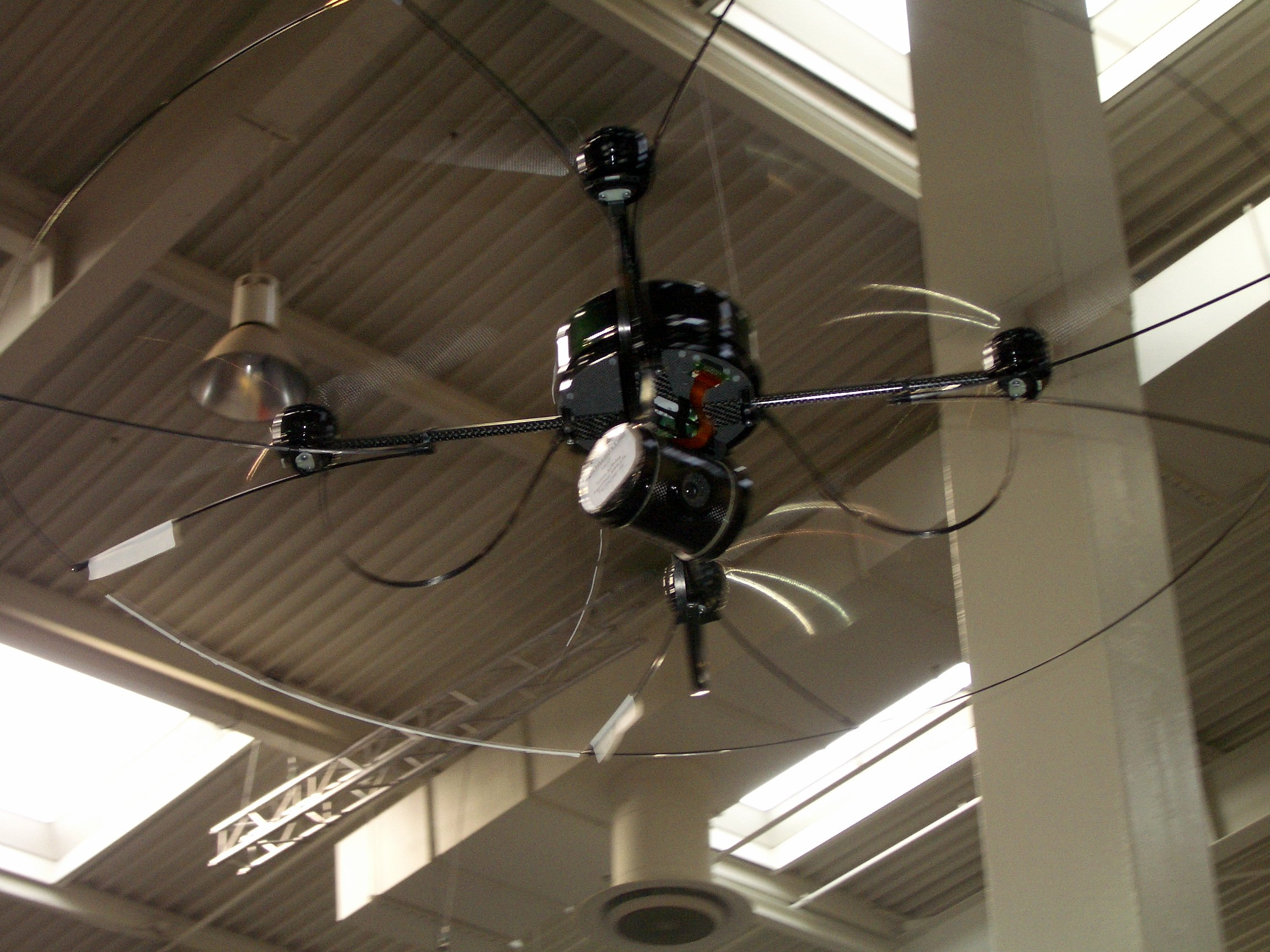
VUAVs verwenden VTOL-Konzepte, wie z. B. die Quadrocopterauslegung beim AirRobot AR-100B

Ein Vertical Take-Off and Landing Unmanned Aerial Vehicle (Englisch für Senkrecht startendes und landendes unbemanntes Luftfahrzeug), abgekürzt VTOL UAV, seltener VUAV oder VT UAV, ist ein unbemanntes Luftfahrzeug (Drohne), das senkrecht starten und landen kann. Das maximale Abfluggewicht liegt je nach Typ zwischen 19 g (Nano Hummingbird) und 5,5 t (Unmanned Kaman K-Max).

## Konstruktive Auslegung
Die meisten Typen können sowohl schweben als auch nach einer Landung selbständig wieder starten, brauchen also weder eine Start- oder Landebahn noch spezielle Start- oder Landevorrichtungen. Viele Exemplare sind mit Kameras ausgestattet und können im schwebenden oder im gelandeten Zustand Bilder und/oder Videos aufnehmen, die entweder gespeichert oder per Funktechnik übertragen werden (Hover & Stare-Funktionalität).

## Drehflügelkonzepte

### Hubschrauber
Anders als in der bemannten Luftfahrt zählen innerhalb der UAV-Gemeinschaft auch die Hubschrauber zu den VTOL UAVs. Dabei ist einerseits die klassische Ausführungsform manntragender Hubschrauber als UAV realisiert worden, mit Heckrotor-, Koaxialrotor oder Flettner-Doppelrotor-Konfiguration. Weiterhin werden eine Vielzahl von Fluggeräten in der Quadrocopter-Bauweise betrieben, darüber hinaus auch mit mehr Rotoren, wie Hexa- oder Octocopter. Weiterhin gibt es Ausführungen mit einem Mantelpropeller als Hubgebläse, wie z. B. der Honeywell RQ-16 T-Hawk, Aurora Golden Eye oder ST Aero FanTail, deren Abgrenzung zu den klassischen Heckstartern darin besteht, das der Auftrieb während des gesamten Fluges überwiegend durch die Drehflügel erzeugt wird und diese UAVs nicht in den aerodynamischen Horizontalflug übergehen (Transition).

### Kombinationsflugschrauber
Kombinationsflugschrauber, auch Compounds genannt, sind eine Kombination aus einem Flugschrauber und einem Starrflügelflugzeug. Wie beim Flugschrauber wird der hauptsächliche Vortrieb nicht durch den Hauptrotor erzeugt. Beim senkrechten Start erzeugt der Hauptrotor den Auftrieb während beim Horizontalflug Schub- und/oder Zugtriebwerke den Vortrieb übernehmen. Tragflächen oder sogar festgestellte Rotoren (Stopprotorflugzeug) übernehmen dann den Auftrieb. Durch diese Konfiguration können zum einen höhere Flugleistungen zum anderen eine Effizienzsteigerung gegenüber einem Hubschrauber erzielt werden. Ein Beispiel hierfür ist der Sikorsky Dragon Warrior.

### Wandelflugzeuge
Wandelflugzeuge, auch als Verwandlungsflugzeuge oder Verwandlungshubschrauber bezeichnet, nutzen beim Senkrechtstart die Konfiguration eines Hubschraubers mit einem oder mehreren zumeist horizontal angeordneten Rotoren. Beim Übergang (Transition) zum Horizontalflug werden die Rotoren zur Erzeugung des Vortriebs umkonfiguriert. Dies geschieht häufig durch Kippen des Rotors mitsamt den Tragflächen (Kippflügel), als auch durch Kippen der Rotoren allein (Kipprotor oder auch Tiltrotor genannt). Sie kombinieren die Vorteile von Drehflüglern und Starrflügelflugzeugen. Beispiele hierfür sind Bell Eagle Eye oder IAI Panther, der noch einen zusätzlichen horizontalen Rotor besitzt, der jedoch, im Gegensatz zu den anderen zwei Propellern, nicht gekippt werden kann.
Es gibt auch ein erstes VTOL UAV in einer Strahlflugzeug-Ausführung. Excalibur von Aurora Flight Sciences erzeugt den Auftrieb bzw. Vortrieb durch ein einzelnes kippbares Strahltriebwerk. Die Steuerung bzw. Stabilisierung erfolgt über drei integrierte Mantelpropeller.

## Starrflügelflugzeuge
Die Heckstarter (Tail Sitter)-VUAVs Skytote von AeroVironment, V-Bat von MLB Company oder Flexrotor von Aerovel sind in der Erprobung. Hier wird der Propeller kurzzeitig genutzt zu schweben bzw. das UAV auf die Geschwindigkeit zu beschleunigen, die nötig ist, um genug Auftrieb an den Tragflächen für den Horizontalflug zu erzeugen.

## Ornithopter
Ornithopter, auch Schlagflügelflugzeug genannt, sind dem Flügelschlag von Vögeln nachempfunden. Seit kurzem gibt es erste funktionsfähige, ferngesteuerte Ornithopter mit Kameraausstattung, die für Micro-Air-Vehicle-Anwendungen vorstellbar wären.

## Luftschiffe
Luftschiffe als UAVs sind ebenfalls in der Realisierungsphase. Der überwiegende Vorteil besteht in der langen Ausdauer von mehreren Tagen.

## Vor- und Nachteile
Besondere Vorteile gegenüber bemannten VTOL-Systemen bieten die VUAV bei der Schadenserkundung in lebensfeindlichen eng umgrenzten Umgebungen, wie z. B. nach einem Kernreaktor-Unfall. Im Gegensatz zu klassischen Starrflügel-UAVs kann zudem im schwebenden Zustand eine kleinere Beobachtungsdistanz eingenommen werden.
Die Nachteile liegen gerade bei den elektrisch betriebenen VUAVs in der relativ kurzen maximalen Einsatzdauer von bisher 20 bis 30 min. Erste Versuche mit Brennstoffzellen konnten diese Zeit jedoch, zumindest bei Starrflüglern, vervierfachen. Auch die hybriden Konzepte versprechen einen deutlich ökonomischeren und schnelleren Horizontalflug, womit gleichzeitig eine erhöhte Reichweite einhergeht. Des Weiteren gibt es erste Konzepte, wie die Akkus von VUAVs in der Luft über Laserenergie geladen werden können.

## Abgrenzung zwischen UAVs und flugfähigen RPVs
Unmanned Aerial Vehicles (UAVs) und Remotely Piloted Vehicles (RPVs) (hier: Luftfahrzeuge) sind in der Regel beide über Funk fernsteuerbar. Ein UAV unterscheidet sich jedoch vom RPV in der Tatsache, dass ein UAV immer über ein Flight Control System (FCS) verfügt und sich auch ohne Funkverbindung in der Luft halten kann. Gleichzeitig sorgt ein weiteres System dafür, dass ein UAV autonom im Luftraum navigieren kann.

## Einsatzspektren
Eingesetzt werden VTOL UAVs derzeit beim Militär, bei Behörden und Organisationen mit Sicherheitsaufgaben (BOS) und in der Luftbildfotografie. Der Einsatz von VUAVs ist gerade erst in der Anfangsphase und es gibt derzeit vielfältige Ansätze zur zivilen Nutzung.

### Ziviler Einsatz

#### Inspektionen/ Werkschutz
- Offshore-Anlagen (z. B. Windparks, Plattformen)
- Hafenanlagen (z. B. Containerterminal, Hafeneinfahrt)
- Großindustrieanlagen (z. B. Raffinerien, Kraftwerke, Tanklager, Schornsteine)
- Überlandleitungen
- Windkraftanlagen
- Pipelines

#### Umwelt-/ Naturschutz
- Überwachung des Waldbestandes bzw. -zustandes
- Schadensausmaßerkundung nach Ölverschmutzung
- schnelle Messung einer örtlichen Luftverschmutzung
- schnelle Messung einer örtlichen Wasserverschmutzung

#### Artenschutz
- Überwachung der Einhaltung von Fischerei-Fangquoten
- Überwachung von Tierbeständen (z. B. Fisch- bzw. Meeressäugetierbestände, Bestände in Nationalparks, Meeresvögel, Zugvögel)

#### Denkmalschutz
- Überprüfung der Struktur geschützter Gebäude
- Schutz vor Raubgrabungen

#### Luftbildfotografie/ Fernsehaufnahmen
- Überwachung von weiträumigen Sportveranstaltungen (z. B. Regatten, Rallyes, Marathonläufe)

#### Landwirtschaft
Quelle:
- Optimierung der Erntezeiträume
- Erkundung von Ernteschäden
- Überwachung von Freilandherden

#### Forschung und Wissenschaft
- Luftbildarchäologie

### Einsatz im Aufgabenbereich der Behörden und Organisationen mit Sicherheitsaufgaben (BOS)

#### SAR (Search and Rescue)
Quelle:
- Suche nach Vermissten
- Suche nach Verschütteten
- Suche nach Schiffbrüchigen

#### Katastrophenschutz
Quelle:
- Schadensausmaßerkundung bei Naturkatastrophen (z. B. Unwetter, Überschwemmungen, Schnee- und Schlammlawinen, Groß- bzw. Flächenbränden, Erdbeben, Tsunami, Vulkanaktivität)
- Schadensausmaßerkundung bei Katastrophen technisch-biologischer Art (z. B. Kernreaktor-Unfälle, Chemie- oder Ölunfälle)
- Messung der Ausbreitung von giftigen (Brand)Gasen
- Unterstützung der Einsatzkoordination durch Live-Bilder

#### Öffentliche Sicherheit
- Überwachung von Großveranstaltungen/ -demonstrationen
- Beitrag zur Aufklärung von Verbrechen[13]
- Verkehrsüberwachung

### Militärischer Einsatz
- Combat Search and Rescue[14]
- Kommunikationsrelais (z. B. zur Anforderung von CSAR-Kräften, zur Vergrößerung der Reichweite)
- Material-Nachschub
- Begleitschutz (z. B. Konvoi-Schutz)
- Patrouillen-Flüge
- Spähflüge
- taktische Aufklärung (z. B. in urbanen Gelände oder sogar innerhalb von Gebäuden, BDA)
- Überwachung
- Zielmarkierung
- Kampfmittelsuche (z. B. Minen- bzw. IED-Detektion, Aufspüren von ABC-Verseuchung)
- Elektronische Kampfführung
- Einsatz von Kampfmitteln (z. B. leichte Lenkflugkörper)[15]

## Beispielanwendungen
| VTOL-Konzept               | Steuerung | el. Antrieb | max. Abfluggewicht | max. Flugdauer | Bezeichnung                      |  |
| -------------------------- | --------- | ----------- | ------------------ | -------------- | -------------------------------- |  |
| Ornithopter                | RPV       | Ja          | 19 g               | 8 min          | AeroVironment Nano Hummingbird   |  |
| Quadrocopter               | UAV       | Ja          | 1 kg               | 30 min         | AirRobot AR-100B                 |  |
| Quadrocopter               | UAV       | Ja          | 1,3 kg             | 20 min         | Aeryon Labs Inc. Scout           |  |
| Hubgebläse                 | UAV       | Ja          | 1,5 kg             | 25 min         | EMT Fancopter                    |  |
| Hubgebläse                 | UAV       | Ja          | 6 kg               | 33 min         | Selex Galileo Asio               |  |
| Hubgebläse                 | UAV       | Nein        | 8,4 kg             | 40 min         | Honeywell RQ-16 T-Hawk           |  |
| Wandelflugzeug (Kipprotor) | UAV       | Ja          | 12,3 kg            | 90 min         | IAI Mini-Panther                 |  |
| Hubschrauber               | UAV       | Nein        | 13 kg              | 60 min         | EADS Scorpio                     |  |
| Hubschrauber (Koaxial)     | UAV       | Nein        | 45 kg              | 90 min         | Swiss UAV KOAX X-240             |  |
| Wandelflugzeug (Kipprotor) | UAV       | Ja          | 65 kg              | 6 h            | IAI Panther                      |  |
| Hubgebläse                 | RPV       | Nein        | 154 kg             | 3 h            | Sikorsky Cypher                  |  |
| Hubschrauber (Koaxial)     | UAV       | Nein        | 190 kg             | 4 h            | EADS Sharc                       |  |
| Hubschrauber               | UAV       | Nein        | 200 kg             | 5 h            | Saab V-150 Skeldar               |  |
| Hubschrauber               | UAV       | Nein        | 200 kg             | 6 h            | Schiebel Camcopter S-100         |  |
| Kombinationsflugschrauber  | UAV       | Nein        | 645 kg             |                | Boeing X-50                      |  |
| Hubschrauber               | UAV       | Nein        | 690 kg             | 8 h            | EADS Orka                        |  |
| Wandelflugzeug (Kipprotor) | UAV       | Nein        | 1020 kg            | 8 h            | Bell Eagle Eye                   |  |
| Hubschrauber               | UAV       | Nein        | 1430 kg            | 8 h            | Northrop Grumman MQ-8 Fire Scout |  |

## Rechtliche Situation (Deutschland) Stand 18. März 2011
Für die Betreiber und Hersteller von UAVs ist der Betrieb dieser Luftfahrtgeräte in Deutschland noch nicht hinreichend geregelt. Derzeit gibt es diverse Bestrebungen zur Integration von UAVs in den Luftraum. Hier sollen Erkenntnisse zu den Anforderungen an die Lufttüchtigkeit sowie zu der Teilnahme am Flugverkehr (Flugbetrieb in den jeweiligen Lufträumen, Vermeidung von Kollisionen, Einhaltung der Ausweichregeln) gewonnen werden. Es soll nachgewiesen werden, dass eine sichere Teilnahme am Flugverkehr mit UAVs möglich ist. Es werden u. a. Notlandeverfahren, die Robustheit von Datenlinks und die Sensorik geprüft.
Bislang finden die Vorschriften für unbemannte Flugzeuge nach § 4a Luftverkehrsordnung (LuftVO) (zuletzt geändert durch Art. 1 G vom 18. Januar 2010 I 11) i. V. m. § 1 Abs. 2 Nr. 11 (sonstige für die Benutzung des Luftraums bestimmte Geräte) Luftverkehrsgesetz (LuftVG) Anwendung, sofern sie im Luftraum in einer Höhe von mehr als 30 m über Grund oder Wasser betrieben werden. Über 30 m hinaus ist es nach § 15a Abs. 3 LuftVO verboten unbemannte Luftfahrtgeräte zu betreiben, wenn sie mehr als 25 kg wiegen oder wenn sich der Steuerer außerhalb der Sichtweite zum UAV befindet. Was unter der Sichtweite zu verstehen ist, definiert ebenfalls § 15a Abs. 3 LuftVO. Darüber hinaus bedarf der Aufstieg von unbemanntem Luftfahrtgerät im Sinne von § 1 Abs. 2 Nr. 11 LuftVG der Erlaubnis der zuständigen Behörde nach § 16 Abs. 1 u. 3 LuftVO.
Im Unterschied dazu muss für Flugmodelle die Erlaubnis der zuständigen Behörde nur eingeholt werden, wenn das Flugmodell schwerer als 5 kg ist, näher als 1,5 km an der Begrenzung von Flugplätzen oder mit einem Verbrennungsmotor ausgestattet ist und näher als 1,5 km an Wohngebieten betrieben wird. Das Flugmodell grenzt sich rechtlich von einem unbemannten Luftfahrtgerät durch die Nutzungsweise ab. Während ein Flugmodell ausschließlich zum Zwecke des Sports oder der Freizeitgestaltung (§ 1 Abs. 1 Nr. 8 LuftVZO) betrieben werden darf, wird spätestens bei montierter Kamera, wie es bei einem UAVs regelmäßig üblich ist, dieser Zweck angezweifelt.
Somit müssen UAVs mit einer höchstzulässigen Startmasse von über 25 kg einzeln zugelassen werden. Es gelten ähnliche Zulassungsvorschriften wie bei manntragenden Flugzeugen. Der Betrieb derartiger UAVs setzt außerdem den Besitz eines (Modell)Pilotenscheins voraus und ist nur auf dafür zugelassenen Fluggeländen möglich.
Bei der Polizei ist eine fachliche Qualifikation zum "Luftfahrzeugfernführer" zur Bedienung der UAVs nötig und kann im Rahmen einer zweitägigen Fortbildung erworben werden.
Vorschläge zu einer gesetzlichen Neuregelung zum Betrieb kleinerer UAVs unter 150 kg gibt es bereits. Über 150 kg Abflugmasse hinaus gilt europäisches Recht (Anwendung von »Part 21« durch EG-VO 1702/2003).